# African Motto FC
Der African Motto FC ist ein Fußballverein aus Oshakati in Namibia. 
Der Verein sollte erstmals in der Saison 2018/19 erstklassig spielen, obwohl dieser die Aufstiegs-Play-Offs gegen den Military School FC aus Okahandja verlor. Military School FC war nicht für die erste Liga spielberechtigt, da er ebenso wie Erstligist Mighty Gunners der Namibian Defence Force gehört. Die Statuten der Namibia Football Association erlauben nur einen Verein des gleichen Eigentümers pro Liga. Nach kontroversen Diskussionen verlor Ende September 2018 African Motto schlussendlich das Startrecht in der Premier League.